# Freescale Semiconductor
A corporação Freescale Semiconductor, Inc. é uma manufaturadora de semicondutores. Tendo começado em 1949 como uma divisão da Motorola, ela foi uma das primeiras companhias de semicondutores do mundo. Ela foi criada a partir do setor de semicondutores da Motorola durante 2004. A Freescale está voltada para os mercados de sistemas embarcados e comunicações para seus chips.
A Motorola anunciou sua criação em 6 de Outubro de 2003. A Freescale teve seu público inicial em 16 de Julho de 2004 e estava agora vendendo na NYSE com a sigla FSL. Em 7 de Dezembro de 2015 a Freescale foi adquirida pela NXP Semiconductors.

## Produtos
Até 2004, estes microcontroladores eram desenvolvidos e produzidos vendidos pela Motorola, cuja divisão de semicondutores foi sub-dividida para estabelecer a Freescale.
- 8-bit
  - 68HC05 (CPU05)
  - 68HC08 (CPU08)
  - 68HC11 (CPU11)
- 16-bit
  - 68HC12 (CPU12)
  - 68HC16 (CPU16)
  - Freescale DSP56800 (DSPcontroller)
- 32-bit
  - Freescale 683XX (CPU32)
  - MPC500
  - MPC 860 (PowerQUICC)
  - MPC 8240/8250 (PowerQUICC II)
  - MPC 8540/8555/8560 (PowerQUICC III)